# Dysauxes perroti
Dysauxes perroti är en fjärilsart som beskrevs av Charles Oberthür 1893. Dysauxes perroti ingår i släktet Dysauxes och familjen björnspinnare. Inga underarter finns listade i Catalogue of Life.